# Salinizacija tla
Salinizacija je proces nastao zbog prevelikog navodnjavanja, koje dovodi do prevelike akumulacije soli u tlu. 